# الكدية (وادي آش)
الكُدية هي قرية تابعة لمقاطعة غرناطة في الأندلس في إسبانية.